# Nekrolog 1397
Nekrolog
◄◄
| ◄
| 1393
| 1394
| 1395
| 1396
| 1397 | 1398 | 1399 | 1400 | 1401 | ► | ►►
Weitere Ereignisse | Allgemeiner Nekrolog 1397
Die Beschreibung der verstorbenen Person sollte so kurz wie möglich gehalten sein und nur deren signifikante Tätigkeit(en) enthalten.
Neue Namen ggf. auch unter dem Geburts- und Sterbedatum, also etwa unter 1. Januar und im Geburts- und Sterbejahr (2024) eintragen (nur bei entsprechender großer Wichtigkeit). Für Beispiele siehe die schon vorhandenen Artikel.
Außerdem über die fünf zuletzt Verstorbenen, zu denen es einen ausreichend guten Artikel für eine Präsentation auf der Hauptseite gibt, nach der todesbedingten Überarbeitung der Artikel ggf. auch unter Wikipedia Diskussion:Hauptseite informieren und sie am besten auch in den anderen Wikipedia-Sprachversionen eintragen. Tipp: Regelmäßig bei news.google.de nach „ist tot“, „gestorben“ oder „verstorben“ suchen.
Wenn eine Person gestorben ist, gibt es viele Seiten zu dieser Person in der Wikipedia, die davon auch betroffen sind und entsprechend aktualisiert werden müssen. Beispiele: Namenübersichtsseite, Geburtsjahr, Geburtsort-Seiten und viele mehr.
Wie finde ich die betroffenen Seiten?
Im Suchfeld auf der linken Seite gibt man den Suchbegriff so ein: „Vorname Nachname“. Dann klickt man auf Volltext und alle Seiten mit entsprechendem Suchtext werden aufgerufen. Hier sieht man dann schnell, wo auch das Todesjahr Sinn macht oder sogar ein Teil des Artikels angepasst werden muss. Auch hilft das „Werkzeug“ auf der linken Seite sehr gut, um solche Seiten aufzufinden: „Links auf diese Seite“. Somit ist die Wikipedia wieder aktuell in allen Bereichen! Hinweis: bei Eintragung der Kategorie „Gestorben JAHR“ wird der Missbrauchsfilter 49 ausgelöst, was jedoch nicht schlimm ist. Siehe: Spezial:Missbrauchsfilter/49
Dies ist eine Liste von im Jahr 1397 verstorbenen bekannten Persönlichkeiten. Die Einträge erfolgen innerhalb der einzelnen Daten alphabetisch sortiert. Tiere sind im Nekrolog für Tiere zu finden.

## Januar
| Tag        | Name                 | Beruf, bekannt als                                   | Alter | Beleg |
| ---------- | -------------------- | ---------------------------------------------------- | ----- | ----- |
| 11. Januar | Skirgaila            | Regent von Litauen, Fürst von Polozk, Minsk und Kiew |       |       |
| 21. Januar | Albrecht II.         | Herzog von Straubing-Holland                         |       |       |
| 22. Januar | Everhard von Muisgen | Weihbischof in Köln                                  |       |       |
| 25. Januar | Ruprecht Pipan       | Kurprinz von der Pfalz                               | 21    |       |

## Februar
| Tag         | Name                     | Beruf, bekannt als                                    | Alter | Beleg |
| ----------- | ------------------------ | ----------------------------------------------------- | ----- | ----- |
| 11. Februar | Heinrich von Langenstein | Theologe und Kirchenpolitiker                         |       |       |
| 16. Februar | Heinrich VI.             | Graf von Waldeck                                      |       |       |
| 18. Februar | Enguerrand VII. de Coucy | Herr von Coucy                                        |       |       |
| 27. Februar | Stjepan II. Lacković     | Ban von Kroatien und Dalmatien aus dem Hause Lacković |       |       |

## März
| Tag      | Name           | Beruf, bekannt als                                                 | Alter | Beleg |
| -------- | -------------- | ------------------------------------------------------------------ | ----- | ----- |
| 14. März | Heinrich VIII. | Herzog von Sagan und Glogau sowie Freystadt, Grünberg und Sprottau |       |       |

## April
| Tag       | Name                            | Beruf, bekannt als                                                  | Alter | Beleg |
| --------- | ------------------------------- | ------------------------------------------------------------------- | ----- | ----- |
| 25. April | Thomas Holland, 2. Earl of Kent | englischer Adliger und Militärkommandeur des Hundertjährigen Kriegs |       |       |

## Mai
| Tag     | Name                      | Beruf, bekannt als                      | Alter | Beleg |
| ------- | ------------------------- | --------------------------------------- | ----- | ----- |
| 8. Mai  | Nikolaus                  | Graf von Holstein-Rendsburg (1390–1397) |       |       |
| 12. Mai | Heinrich Totting von Oyta | Theologe und Philosoph                  |       |       |
| Mai     | Antonios IV.              | Patriarch von Konstantinopel            |       |       |

## Juni
| Tag      | Name                                  | Beruf, bekannt als                                                                                             | Alter | Beleg |
| -------- | ------------------------------------- | --- | ----- | ----- |
| 3. Juni  | William Montagu, 2. Earl of Salisbury | englischer Militär und Magnat                                                                                  | 67    |       |
| 6. Juni  | Nikolaus von Riesenburg               | Bischof von Olmütz                                                                                             |       |       |
| 11. Juni | Stefan Poduška von Martinitz          | böhmischer Adeliger, Landeshauptmann von Glatz, königlicher Rat und Günstling des böhmischen Königs Wenzel IV. |       |       |
| 16. Juni | Philippe d’Artois, comte d’Eu         | Graf von Eu und Connétable von Frankreich                                                                      |       |       |

## Juli
| Tag      | Name                    | Beruf, bekannt als                                             | Alter | Beleg |
| -------- | ----------------------- | -------------------------------------------------------------- | ----- | ----- |
| 7. Juli  | Jean Le Mercier         | Berater der französischen Könige Karl V. und Karl VI.          |       |       |
| 14. Juli | Jacobello Alberegno     | italienischer Maler                                            |       |       |
| 15. Juli | Albrecht I.             | Herzog zu Mecklenburg-Stargard                                 |       |       |
| 15. Juli | Katharina von Henneberg | durch Heirat Markgräfin von Meißen, Landgräfin von Thüringen   |       |       |
| 17. Juli | Johann II.              | erster Herzog von Bayern-München nach der Landesteilung (1392) |       |       |
| 18. Juli | Heinrich III.           | Graf von Saarwerden                                            |       |       |
| 26. Juli | Erich                   | Herzog zu Mecklenburg                                          |       |       |

## August
| Tag        | Name                                 | Beruf, bekannt als                                                                         | Alter | Beleg |
| ---------- | ------------------------------------ | ------------------------------------------------------------------------------------------ | ----- | ----- |
| 16. August | Philipp II. von Alençon              | Bischof von Beauvais und Ostia, Erzbischof von Rouen, Patriarch von Jerusalem und Aquileia |       |       |
| 27. August | Ralph de Cromwell, 1. Baron Cromwell | englischer Adliger                                                                         |       |       |
| 28. August | Heinrich Kuwal                       | deutscher Ordenspriester und Bischof von Samland                                           |       |       |
| August     | Helena Kantakuzene                   | byzantinische Kaiserin, Ehefrau von Johannes V.                                            |       |       |

## September
| Tag           | Name                                       | Beruf, bekannt als                             | Alter | Beleg |
| ------------- | ------------------------------------------ | ---------------------------------------------- | ----- | ----- |
| 2. September  | Francesco Landini                          | italienischer Minnesänger, Komponist, Organist |       |       |
| 8. September  | Thomas of Woodstock, 1. Duke of Gloucester | Duke of Gloucester                             | 42    |       |
| 11. September | Perenelle Flamel                           | französische Alchimistin                       |       |       |
| 21. September | Richard FitzAlan, 11. Earl of Arundel      | englischer Adeliger und Militärführer          |       |       |

## Oktober
| Tag        | Name          | Beruf, bekannt als | Alter | Beleg |
| ---------- | ------------- | ------------------ | ----- | ----- |
| 6. Oktober | Vuk Branković | serbischer Fürst   |       |       |

## November
| Tag      | Name             | Beruf, bekannt als      | Alter | Beleg |
| -------- | ---------------- | ----------------------- | ----- | ----- |
| November | Heinrich von Bar | Herr von Marle und Oisy |       |       |

## Dezember
| Tag          | Name          | Beruf, bekannt als                                    | Alter | Beleg |
| ------------ | ------------- | ----------------------------------------------------- | ----- | ----- |
| 22. Dezember | Guido II.     | Graf von Soissons, Blois und Dunois, Herr von Avesnes |       |       |
| 27. Dezember | Robert Waldby | englischer Geistlicher                                |       |       |

## Datum unbekannt
| Tag | Name                            | Beruf, bekannt als                                                                                         | Alter | Beleg |
| --- | ------------------------------- | --- | ----- | ----- |
|     | Nikolaus von Basel              | Schweizer Wanderprediger                                                                                   |       |       |
|     | Johann II.                      | Herr von Beauvoir und Richebourg, Graf von Brienne                                                         |       |       |
|     | Johann                          | Infant von Portugal                                                                                        |       |       |
|     | Johannes Walteri von Sinten     | Erzbischof von Riga                                                                                        |       |       |
|     | Ludwig Krafft                   | Bürgermeister von Ulm                                                                                      |       |       |
|     | Puta der Ältere von Častolowitz | böhmischer Adliger, Hauptmann von Glatz, Frankenstein, Brandenburg und Luxemburg, Burggraf von Pottenstein |       |       |
|     | Johannes von Thienen            | Truchsess und Drost des Schauenburger Grafen Nikolaus                                                      |       |       |
|     | Ocka tom Brok                   | Häuptlingstochter                                                                                          |       |       |